# قلعة بيت الزين (حفاش)

تعديل مصدري - تعديل

قلعة بيت الزين هي إحدى قرى عزلة الذارى بمديرية حفاش التابعة لمحافظة المحويت، بلغ تعداد سكانها 122 نسمة حسب تعداد اليمن لعام 2004.